# Tropicamide
Le tropicamide est un composé organique anticholinergique de la famille des antimuscariniques (qui agissent sur les récepteurs muscariniques de l'acétylcholine). Il est vendu, entre autres, sous le nom de Mydriacyl.
Un de ses effets, en instillation oculaire, est de dilater la pupille. On l'utilise donc entre autres pour les fonds d'œil.
Le tropicamide est un ingrédient de la drogue artisanale populaire Krokodil car il agit en synergie avec le stupéfiant pour en accentuer les effets. Les risques de cette pratique sont élevés et les dégâts sur l'organisme lourds. Les séquelles sont fréquentes.
Il fait partie de la liste des médicaments essentiels de l'Organisation mondiale de la santé (liste mise à jour en avril 2013).

## Stéréochimie
Tropicamide contient un stéréocentre et se compose donc de deux énantiomères. Pratiquement c'est le racémique, c'est-à-dire le mélange 1:1 des formes (R) et (S) qui est utilisé :
| Énantiomères de tropicamide | Énantiomères de tropicamide |
| --------------------------- | --------------------------- |
| numéro CAS : 92934-63-9     | numéro CAS : 92934-64-0     |

## Galerie d'images

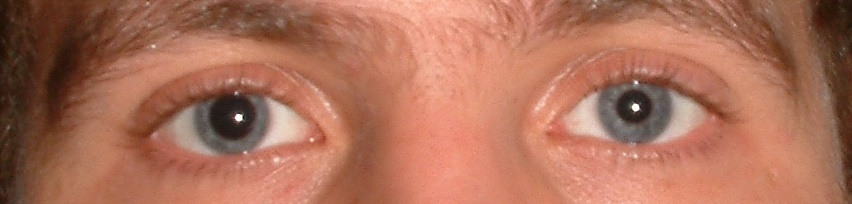
Dilatation de la pupille droite au tropicamide pour un fond d'œil.
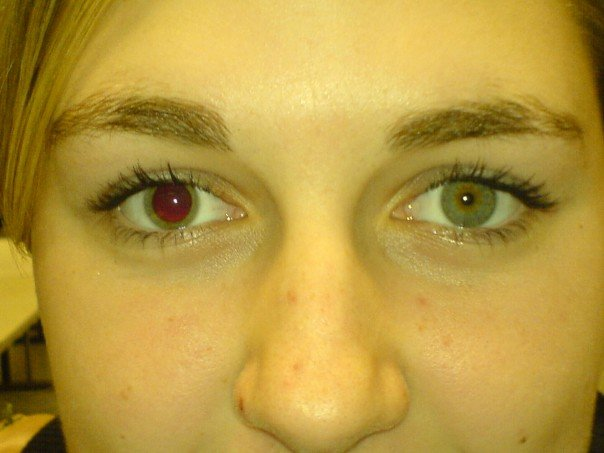
Œil droit une demi-heure après l'administration de tropicamide. La rétine, ainsi directement observable, vascularisée, paraît rouge.